# Borislav Đorđević
Borislav Đorđević (ur. 30 października 1953) – piłkarz jugosłowiański pochodzenia serbskiego, występujący podczas kariery na pozycji napastnika.

## Kariera klubowa
Karierę piłkarską Boriša Đorđević rozpoczął w klubie FK Bor w 1970 roku. W FK Bor grał do 1975 roku. W 1975 roku przeszedł do Hajduka Split. W Hajduku grał do 1981 roku. Podczas tego okresu wywalczył Mistrzostwo Jugosławii w 1979 roku oraz zdobył Puchar Jugosławii w 1977 roku. W 1981 roku wyjechał do niemieckiego HSV Hamburg. W klubie z Hamburga grał do 1983 roku i dwukrotnie zdobył Mistrzostwo RFN w 1982 i 1983 roku. Także na arenie międzynarodowej osiągnął sukcesy w postaci finału Pucharu UEFA 1982 oraz zdobył Puchar Mistrzów 1983, choć udział Đorđevicia był minimalny. W latach 1983–1984 występował w trzecioligowym klubie Tennis Borussia Berlin. Ostatnie dwa lata kariery spędził w innym trzecioligowym klubie Altonaer FC von 1893, gdzie zakończył karierę w 1990 roku.

## Kariera reprezentacyjna
W reprezentacji Jugosławii Boriša Đorđević zadebiutował 25 maja 1976 roku w zremisowanym 1-1 meczu eliminacji Mistrzostw Europy 1980 z Walią w Cardiff. W 1976 roku został powołany przez selekcjonera Ante Mladinicia do kadry na Mistrzostwa Europy w Jugosławii. Tam był rezerwowym zawodnikiem i nie wystąpił w spotkaniach z RFN i Holandią. Ostatni raz w kadrze plavich zagrał 5 października 1977 w towarzyskim meczu z Węgrami w Budapeszcie. Od 1976 do 1977 roku rozegrał w kadrze narodowej 5 meczów.